# Аксай (Туркестанская область)
Аксай (каз. Ақсай) — упразднённое село в Тюлькубасском районе Туркестанской области Казахстана. Входило в состав Кельтемашатского сельского округа. 
Исключено из учётных данных в 2023 году.
Код КАТО — 516047200.

## Население
В 1999 году население села составляло 77 человек (38 мужчин и 39 женщин). По данным переписи 2009 года, в селе проживали 52 человека (29 мужчин и 23 женщины).